# Öko-Institut
Das Öko-Institut e. V. (Institut für angewandte Ökologie) ist ein unabhängiges, privates Umweltforschungsinstitut mit Hauptsitz in Freiburg im Breisgau.
Es ist 1977 aus der Anti-Atomkraft-Bewegung hervorgegangen und hat über 190 Mitarbeiter an den Standorten Freiburg, Darmstadt und Berlin. Das Institut ist als Verein organisiert und verfolgt die Ziele Förderung des Umweltschutzes und nachhaltige Entwicklung, was unter anderem durch wissenschaftliche Forschung, Beratung und Aufklärung der Öffentlichkeit erfolgen soll. Der Trägerverein hat rund 2000 Mitglieder, darunter knapp 20 Kommunen. Es finanziert seine Arbeit in erster Linie über Drittmittel für Projekte. Hinzu kommen Mitgliedsbeiträge und Spenden. Der Umsatz im Jahre 2022 betrug rund 21 Millionen Euro.
Die Einrichtung gilt als „eines der führenden Umweltforschungsinstitute in Deutschland“.

## Betätigungsfelder
Das Öko-Institut erstellt wissenschaftliche Gutachten und berät Politiker, Umweltverbände, Institutionen und Unternehmen. Jährlich werden mehr als 370 nationale und internationale Projekte erarbeitet. Themengebiete dabei sind:
- Chemikalien-Management und Technologiebewertung
- Energie und Klima
- Radioaktive Abfälle und Strahlenschutz
- Landwirtschaft und Biodiversität
- Nachhaltiger Konsum
- Nachhaltige Mobilität
- Nachhaltige Ressourcenwirtschaft
- Nachhaltige Unternehmen
- Nukleartechnik und Anlagensicherheit
- Recht, Politik und Governance

Das Institut ist Gründungsmitglied des Vereins EnergieVision, der das Label ok-power für Ökostrom-Produkte vergibt. Außerdem hat es die Verbraucher-Informationskampagne EcoTopTen ins Leben gerufen, die auf einem Internetportal konkrete Produktempfehlungen für nachhaltigen Konsum präsentiert. Des Weiteren ist das Öko-Institut Mitglied im Ecological Research Network (Ecornet), einem Netzwerk zur Nachhaltigkeitsforschung.
Ein wichtiger Forschungsbeitrag des Öko-Institutes war die Entwicklung der Produktlinienanalyse, die eine sehr große Rolle bei der ökologieorientierten betriebswirtschaftlichen Forschung spielt.

### Open Science
Das Öko-Institut beteiligt sich an Open-Science-Infrastrukturprojekten wie der vom Bundeswirtschaftsministerium geförderten Open Energy Platform und der Open Energy Ontology, einer gemeinsamen Ontologie für Energiesystemanalysen.

## Publikationen
1978 erschien die Nummer 1 der Öko-Mitteilungen, die zunächst nur mit Schreibmaschine geschrieben war und sich im Laufe der Jahre zu einer reich illustrierten Mitgliederzeitschrift in Heft-Form mit 32 Seiten entwickelte. Das Heft wurde mehrmals im Jahr herausgegeben.
Seit Sommer 2006 bietet das Öko-Institut seine Mitgliederzeitschrift mit dem neuen Titel eco@work auch als kostenloses E-Paper an. Sie wird auf der Homepage online als PDF-Datei zur Verfügung gestellt und kann als E-Mail abonniert werden.
Die Jahresberichte des Instituts erscheinen in deutscher und englischer Sprache. Daneben werden Studien und Forschungsberichte zu verschiedenen Themen veröffentlicht.
Seit Mai 2018 bloggen die Mitarbeiter des Öko-Instituts über Nachhaltigkeitsthemen und aktuelle Projekte.

## Institutsleitung

### Vorstand
Der Vorstand besteht aus insgesamt zwölf Personen, davon sieben externe, die für zwei Jahre von der Mitgliederversammlung gewählt werden.

### Geschäftsführung
Die Geschäftsführung besteht aus Anke Herold und André Nelius.

### Ehrenmitglieder
Bis 2020 gab es ein Kuratorium, dem zuletzt (Stand September 2020) Nina Buchmann, Erhard Eppler †, Martin Führ, Klaus Fricke, Regine Kollek, Ellen Matthies, Peter Cornelius Mayer-Tasch, Eckard Rehbinder, Lucia A. Reisch, Hartmut Richter  und Udo E. Simonis angehörten. Die Mitgliederversammlung des Öko-Institut e. V. hat im Jahr 2020 beschlossen, das Kuratorium nicht länger als Organ des Vereins zu führen. In Würdigung ihres Engagements im Kuratorium seit den ersten Tagen des Instituts wurden Udo Ernst Simonis, Peter C. Mayer-Tasch und Eckhard Rehbinder die Ehrenmitgliedschaft im Öko-Institut e. V. verliehen.

## Kritik
Der SPD-Energieexperte Hermann Scheer warf dem Öko-Institut 2004 Zusammenarbeit mit den Stromkonzernen in deren Kampf gegen das Erneuerbare-Energien-Gesetz (EEG) vor. Das Institut wies diese Kritik als unbegründet zurück und hob die Bedeutung des EEG bei der Förderung der erneuerbaren Energien hervor. Anfang 2008 wurden die vom Öko-Institut in Deutschland ausgestellten RECS-Zertifikate vom Journalisten Lars Lange als „Etikettenschwindel“ kritisiert. Das Institut hat auch diese Kritik zurückgewiesen und zugleich die Bedeutung von Ökostrom-Gütesiegeln wie dem ok-power-Label betont. Das RECS-System wurde inzwischen in das European Energy Certificate System (EECS) überführt, das auch die nach Europarecht, insbesondere der Richtlinie 2009/28/EG, und nach dem deutschen EEG geschaffenen Herkunftsnachweise für Strom aus erneuerbaren Energien umfasst.
Im Zuge der sogenannten „Trauzeugenaffäre“ im April 2023 geriet auch das Öko-Institut in die öffentliche Diskussion, da Bruder und Schwester des Grünen Staatssekretärs im Bundesministerium für Wirtschaft und Klimaschutz Patrick Graichen im Öko-Institut beschäftigt sind und sich die Einrichtung auch über Aufträge verschiedener Ministerien und Behörden finanziert. Die Schwester Verena Graichen ist mit dem ebenfalls im Wirtschaftsministerium beschäftigten Staatssekretär Michael Kellner verheiratet. Das Ministerium betonte, es unterliege strengen Compliance-Vorschriften, und Patrick Graichen habe keinen Einfluss auf die Vergabe von Fördermitteln an das Öko-Institut. Die an das Öko-Institut seit 2019 vergebenen Zuwendungen und Aufträge für laufende Projekte hat das BMWK auf seiner Website transparent gemacht. Auch das Öko-Institut verwies in einer Pressemitteilung vom 9. Mai 2023 auf eine institutsinterne Compliance-Regelung zur Vermeidung möglicher Interessenkonflikte.

## Auszeichnungen
- 2018: Integrationspreis der Stiftung Apfelbaum[27]